# Molybdocendichlorid
Molybdocendichlorid oder nach IUPAC-Nomenklatur Dichlorobis(η5-cyclopentadienyl)molybdän(IV), ist eine metallorganische Verbindung  aus der Familie der Metallocene. Der kristalline, feuchtigkeitsempfindliche, je nach Literatur als  dunkelgrün oder grau beschriebene Feststoff wird im Labor zur Herstellung anderer Molybdocen-Derivate eingesetzt.

## Gewinnung und Darstellung
Über Molybdocendichlorid wurde zuerst 1967 von Malcolm L. H. Green und L. Cooper berichtet. Die Herstellung erfolgte aus Molybdänpentachlorid, Cyclopentadienylnatrium und Natriumborhydrid über  Molybdocendihydrid als Zwischenstufe. Das Dihydrid wandelt sich bei Umsetzung mit Chloroform zum Molybdocendichlorid um:
{\displaystyle \mathrm {MoH_{2}(C_{5}H_{5})_{2}+\ 2\ CHCl_{3}\ {\xrightarrow[{}]{}}\ MoCl_{2}(C_{5}H_{5})_{2}+\ 2\ CH_{2}Cl_{2}} }

## Eigenschaften
Im Molybdocendichlorid sind die beiden Cyclopentadienylringe zueinander abgewinkelt und nicht wie bei den klassischen Metallocenen koplanar angeordnet. Der durchschnittliche Cp-M-Cp Winkel beträgt 130,6°. Der Cl-Mo-Cl Winkel beträgt 82°, was geringer ist, als der Winkel in Zirconocendichlorid (92,1°) und Niobocendichlorid (85,6°). Dieser Trend lässt sich mit der Orientierung des HOMOs in dieser Verbindungsklasse erklären.

## Verwendung
Im Gegensatz zu den analogen Zirconocendichlorid und Titanocendichlorid wurde bisher keine technische Anwendung für Molybdocendichlorid gefunden.
Molybdocendichlorid ist, wie viele andere Metallocendichloride, ein potentieller Wirkstoff in der Krebstherapie, konnte aber bisher in klinischen Studien nicht die erwarteten Ergebnisse zeigen.